# Fase minima
Il termine fase minima, o sfasamento minimo, è usato per indicare l'analoga proprietà dei sistemi o, più in generale, dei filtri di essere appunto a fase minima o, equivalentemente, a sfasamento minimo.
In particolare si dice a fase minima un sistema (o un filtro) la cui funzione di trasferimento è quella che fra tutte le possibili funzioni di trasferimento con identica risposta in modulo introduce il minimo sfasamento possibile per ogni frequenza a cui essa è valutata. Da un punto di vista matematico ciò è dovuto al fatto che la funzione di trasferimento del sistema non abbia zeri oppure che abbia tutti i suoi zeri stabili, ossia di modulo strettamente minore di uno (nel caso di sistemi a tempo discreto) o con parte reale minore di zero (nel caso di sistemi a tempo continuo).
Quando, oltre agli zeri, un sistema ha anche tutti i poli stabili allora gode anche di stabilità.